# Willi Reiche

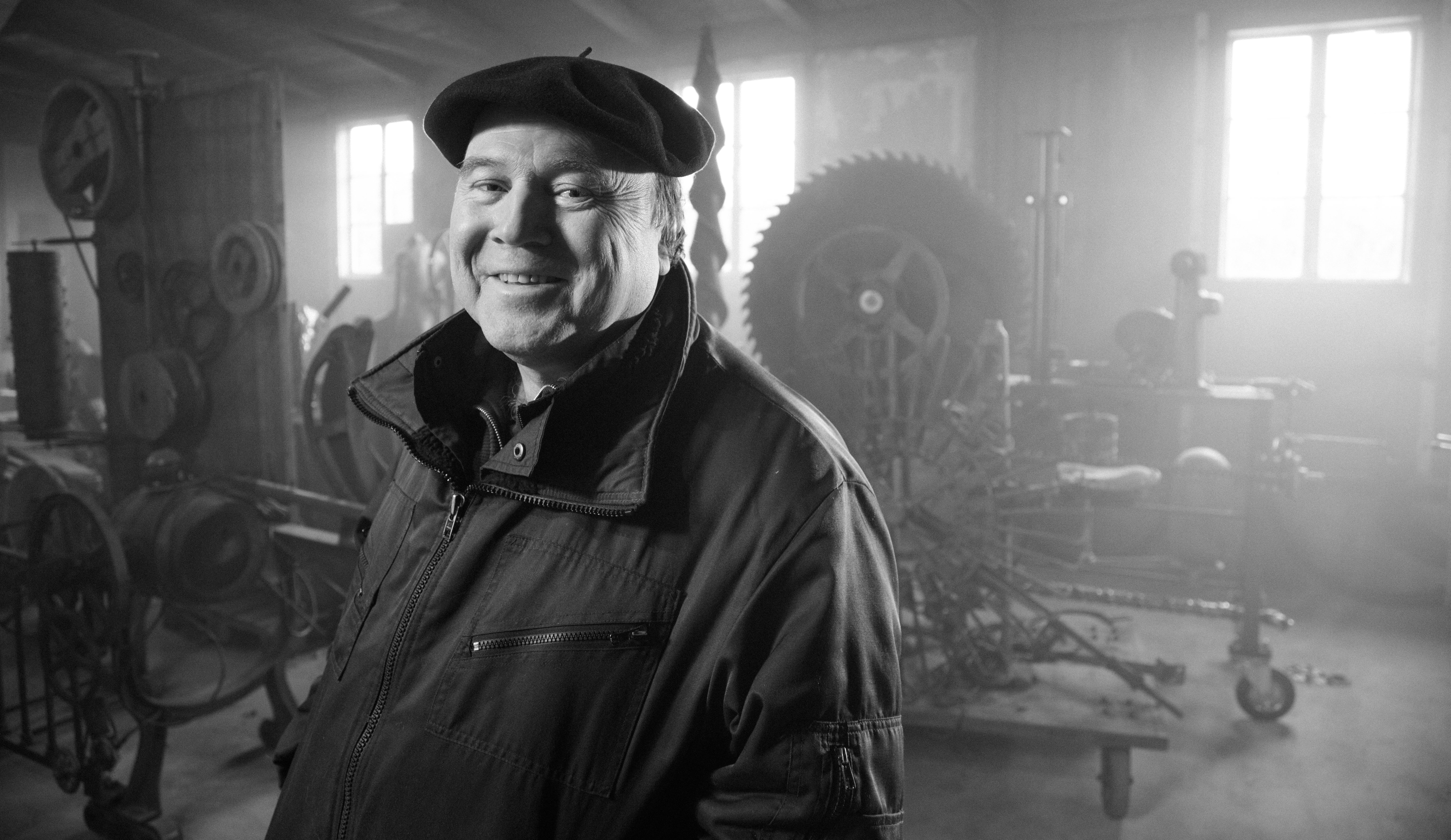
Willi Reiche in seiner Kunstmaschinenhalle, 2016

Willi Reiche, Every brass you take, 2019

Willi Reiche (* 1954 in Fürth) ist ein deutscher Künstler, der ausgediente und meist anachronistische Gegenstände und Maschinenbestandteile mechanisch in Bewegung setzt und dabei humorvoll neu inszeniert. Er ist ein Vertreter der Kinetischen Kunst und war als solcher im November 2016 beteiligt an der Sonderausstellung Hommage à Tinguely in der MAG – Montreux Art Gallery anlässlich der 12. Contemporary Art Fair 2016 im Montreux Music & Convention Centre (2m2c).

Reiches kinetische Kunstmaschinen werden bereits zum achten Mal auf der NordArt präsentiert, die 12-teilige Installation Von der Wiege bis zur Bahre war anlässlich des 25-jährigen Jubiläums eines von vier Sonderprojekten, die NordArt 2025 präsentiert die Kunstmaschine Blowin' in the wind.  

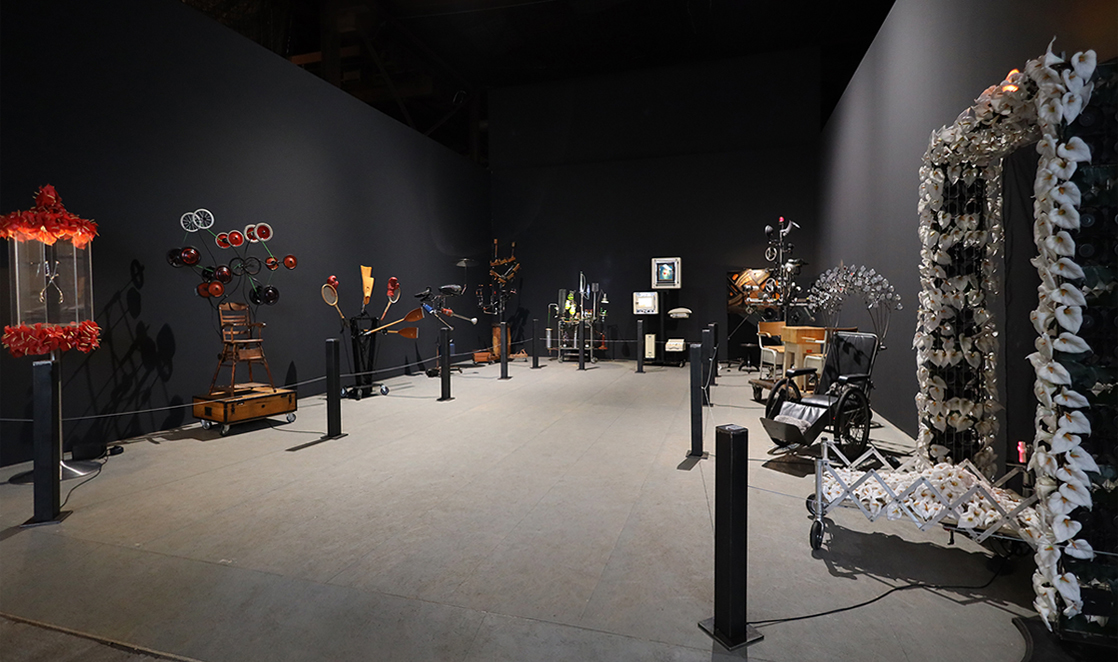
Willi Reiches Sonderprojekt "Von der Wiege bis zur Bahre" auf der NordArt 2024

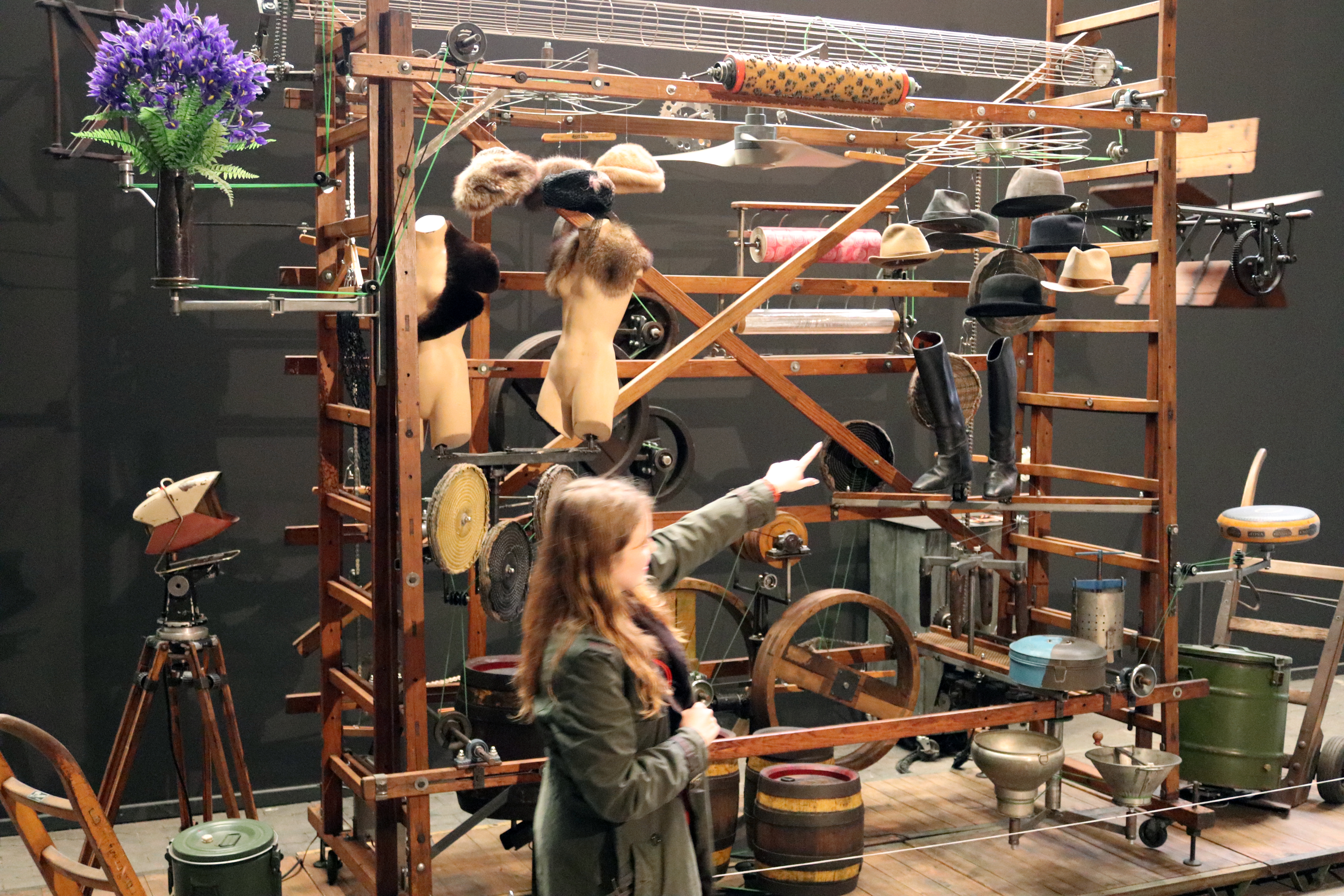
Die kinetische Installation Blowin' in the wind, hier auf der NordArt 2025, bildet eine Art „Theater des Lebens“ ab – mit allerlei Anspielungen auf Wertmaßstäbe, Machtverhältnisse, Ideale, Krieg und Frieden, Moralvorstellungen.

Mehrere Kunstmaschinen waren von 2012 bis 2016 im The MAD (Mechanical Art & Design) Museum in Stratford-upon-Avon zu sehen. Seit April 2022 präsentiert das Mechanicum in der Asbachgasse in Rüdesheim in den Salons der ehemaligen Chefetage der Asbach Uralt Brennerei Willi Reiches kinetisches Werk The piano is still baking. Im Mai 2017 eröffnete Reiche in der Nähe von Remagen die Kunstmaschinenhalle, in der seine Werke nach Terminvereinbarung in Bewegung besichtigt werden können. Mit drei Werken war Reiche 2024 in Brüssel im Rahmen des Skulpturenfestivals Sculptura #2 als ein Repräsentant für Deutschland vertreten mit den Arbeiten Schirmakazie und Bügelpalast im Gare Maritime sowie der kinetischen Installation Ganz große Bühne – kleiner Strahl im Park Tour & Taxis.

## Werdegang
Reiche wuchs die ersten fünf Lebensjahre in Oberfranken auf. Wegen des Baus der Trinkwassertalsperre Mauthaus – auch Ködeltalsperre genannt – wurden Reiches Eltern enteignet, mussten ihr Haus im Ködeltal verlassen und zogen nach Bonn. Dort ging Willi Reiche zur Schule und studierte von 1975 bis 1982 an der Rheinischen Friedrich-Wilhelms-Universität Bonn Kunstgeschichte. Anschließend war er bis 1990 Geschäftsführer der Grafischen Werkstatt in Wachtberg. Bereits seit 1982 ist Reiche künstlerisch aktiv, seit 1990 widmet er sich ausschließlich der bildenden Kunst. Ende 1989 beginnt Reiche mit der Konstruktion kinetischer Objekte. Seine Kunstmaschinen werden meist von Elektromotoren angetrieben, teilweise aber auch durch Muskelkraft. Seit Ende der 1970er-Jahre lebt der Künstler Willi Reiche in Wachtberg und arbeitet dort in seiner Metallwerkstatt, umgeben von seinem beachtlichen Materialfundus. Diese Werkstatt diente bereits in mehreren Kurzfilmen als außergewöhnliche Filmkulisse.

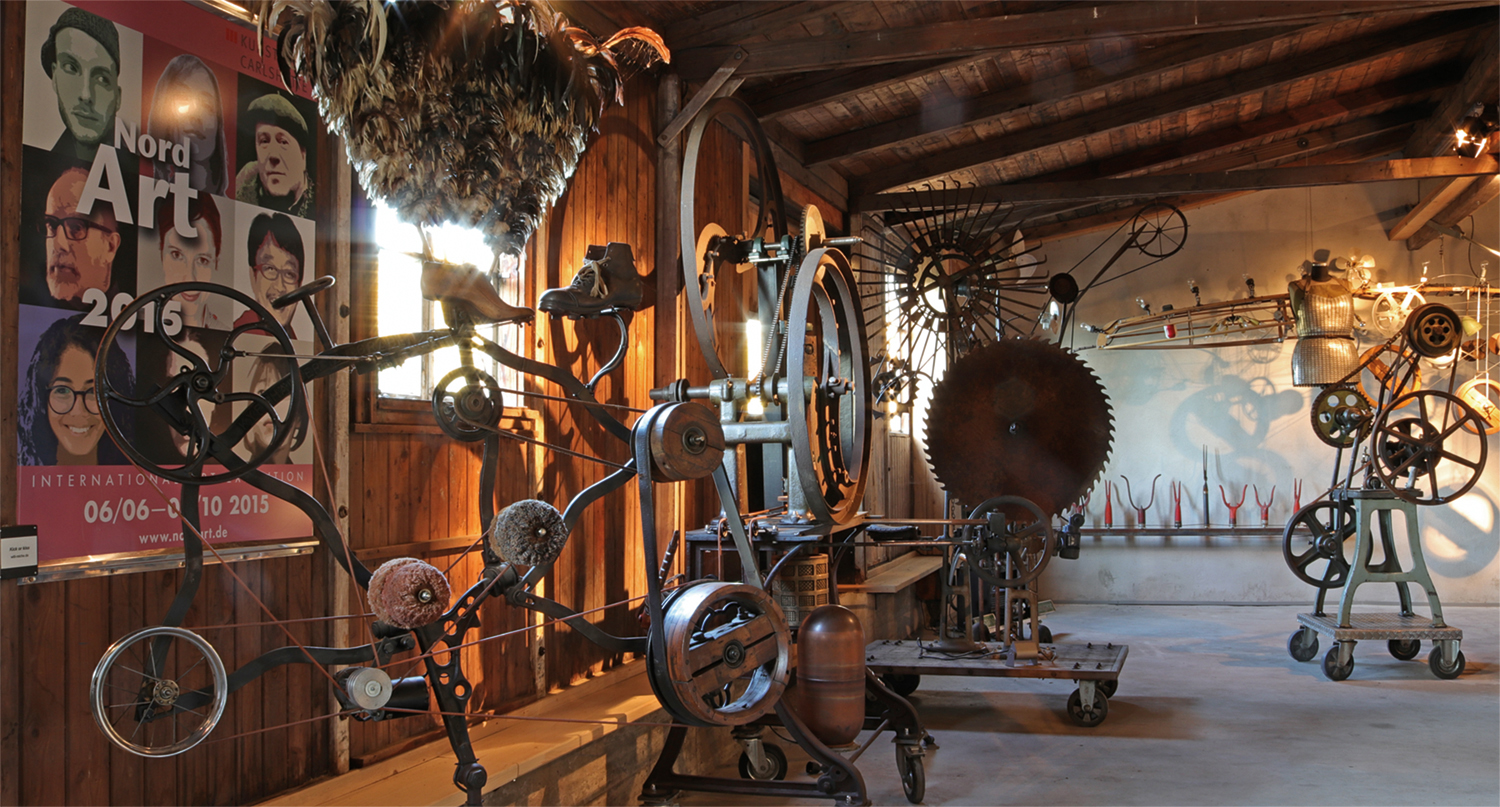
Einblick in die Kunstmaschinenhalle

Ein Großteil seiner Kunstmaschinen ist in der Kunstmaschinenhalle untergebracht, individuell ausgeleuchtet und mit einem Tastschalter versehen, mit dem die Maschinen einzeln für ein mehrminütiges Zeitintervall in Bewegung gesetzt werden können. Diese Halle kann von Kunstinteressenten und Anhängern der kinetischen Kunst nach vorheriger Terminabsprache besichtigt werden.
Die Kunstmaschinenhalle inmitten einer Obstplantage schafft eine atmosphärisch außergewöhnliche Verbindung zwischen historischem Gebäude und zeitgenössischer Kunst.

## Ausstellungen (Auswahl)

Pressetermin, Reportage für den belgischen Sender BRUZZ.BE über das Skulpturenfestival Sculptura #2 im Gare Maritime und Tour & Taxis in Brüssel, Frank Hoornaert interviewt Willi Reiche

- Ausstellung im öffentlichen Raum anlässlich des offiziellen Empfangs am 8. Februar 2000 zur Einweihung der Fachhochschule Bonn-Rhein-Sieg in Sankt Augustin (heute Hochschule Bonn-Rhein-Sieg)
- Teilnahme an Robodonien, Kölner Roboter-Kunst-Festival, in den Jahren 2015, 2016, 2017 und 2018,[6] Köln
- Teilnahme an der NordArt in den Jahren 2007, 2008, 2009, 2014, 2015 und 2016,[7] Schleswig-Holstein
- Teilnahme Kinetic Project Field 2008/2009 – Skulpturenpark Groeneveld[8], Almelo (NL)
- Dauerleihgaben im The MAD (Mechanical Art & Design) Museum in Stratford-upon-Avon, UK, (2012–2016)
- Gemeinschaftsausstellung im Forschungszentrum caesar in Bonn (2012)
- Einzelausstellung Vom Objekt zur Kunstmaschine im The New Yorker | Hotel in Köln (2016)
- Sonderausstellung Hommage à Jean Tinguely – kinetische Kunst heute in der Montreux Art Gallery – MAG, Schweiz (2016)[1]
- Dauerausstellung Kunstmaschinenhalle nahe der Stadt Remagen (seit 2017)[9]
- Teilnahme 45 Jahre BBK Bonn Rhein-Sieg, KUNSTPUMPWERK – Ausstellung im Pumpwerk Siegburg[10]
- Gemeinschaftsausstellung Bewegung in Ruhe – ruhige Bewegung, Thomas Riedel (Fotografie) & Willi Reiche (kinetische Kunst)[11]
- Einzelausstellung Die Ästhetik des Seriellen in der Kinetik, Kunstmaschinen von Willi Reiche in der Galerie Gerhard Grabsdorf | Galerie in München 2020[12]
- Gemeinschaftsausstellung der sieben Nominierten für den ersten deutschen Upcycling-Kunstpreis upc im Zentrum für zirkuläre Kunst (ZZK) in Lübz, Mecklenburg-Vorpommern und anschließend im VKU Forum in Berlin-Mitte 2021/22[13]
- Einzelausstellung Blowin' in the wind im Luftmuseum in Amberg 2022[14]
- Gemeinschaftsausstellung Echo of Memories im Künstlerforum in Bonn 2022[15]
- Teilnahme Klare Kante! Dortmunder U – BBK Landeskunstausstellung NRW, Sonderausstellung auf Ebene 6[16]
- Einzelausstellung Von der Wiege bis zur Bahre – 12 Aspekte menschlichen Daseins, kinetisch interpretiert im Glaspavillon Hans-Schmitz-Haus in Rheinbach 2023[17]
- Gemeinschaftsausstellung Auf Augenhöhe im Künstlerforum in Bonn 2023[18]
- Internationale Gemeinschaftsausstellung Brussels Sculpture Festival Sculptura #2 Tour & Taxis und Gare Maritime in Brüssel 2024[19]
- Internationale Gemeinschaftsausstellung CHRONOMANIA im Schloß Untergröningen, Ostalbkreis in Baden-Württemberg 2024[20]
- Internationale Kunstausstellung NordArt 2024, Vierteljahrhundert-Jubiläum mit Sonderprojekten, u. a. von Willi Reiche, Kunstwerk Carslhütte, Non-Profit Kunst- und Kulturinitiative der ACO Gruppe und der Städte Büdelsdorf und Rendsburg[21]
- Erneute Teilnahme an der internationalen Kunstausstellung NordArt 2025 im Kunstwerk Carslhütte, Non-Profit Kunst- und Kulturinitiative der ACO Gruppe und der Städte Büdelsdorf und Rendsburg[22]

## Werke (Auswahl)
- Mephisto
- Machina Ludens
- Oh my deer
- A Tön(n)schen please
- Spy 'n' Spy
- Nous sommes en piste
- Gequirlte Alge
- The piano is still baking
- Holy Prong
- Les Gammas existent

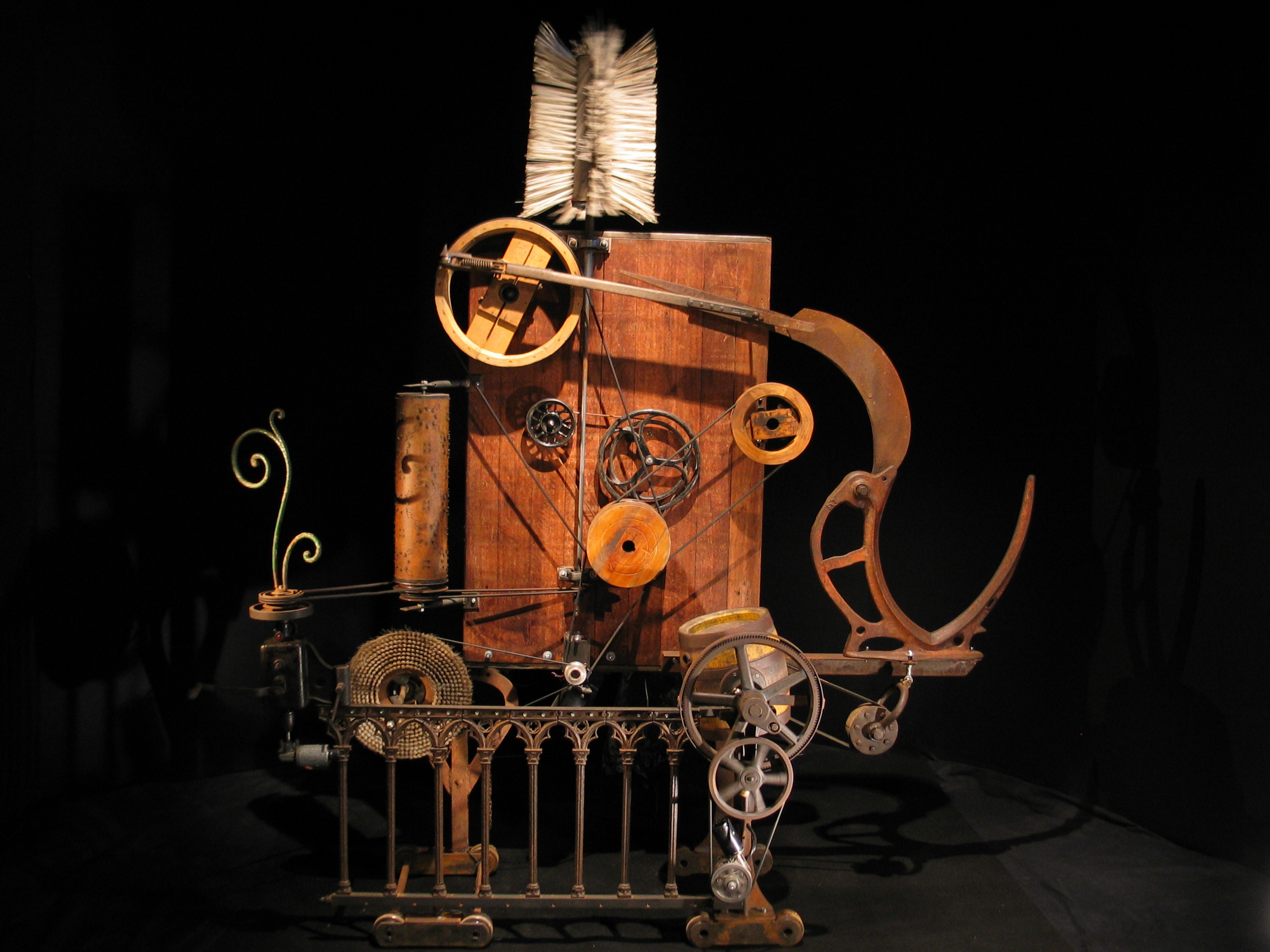
Guillot
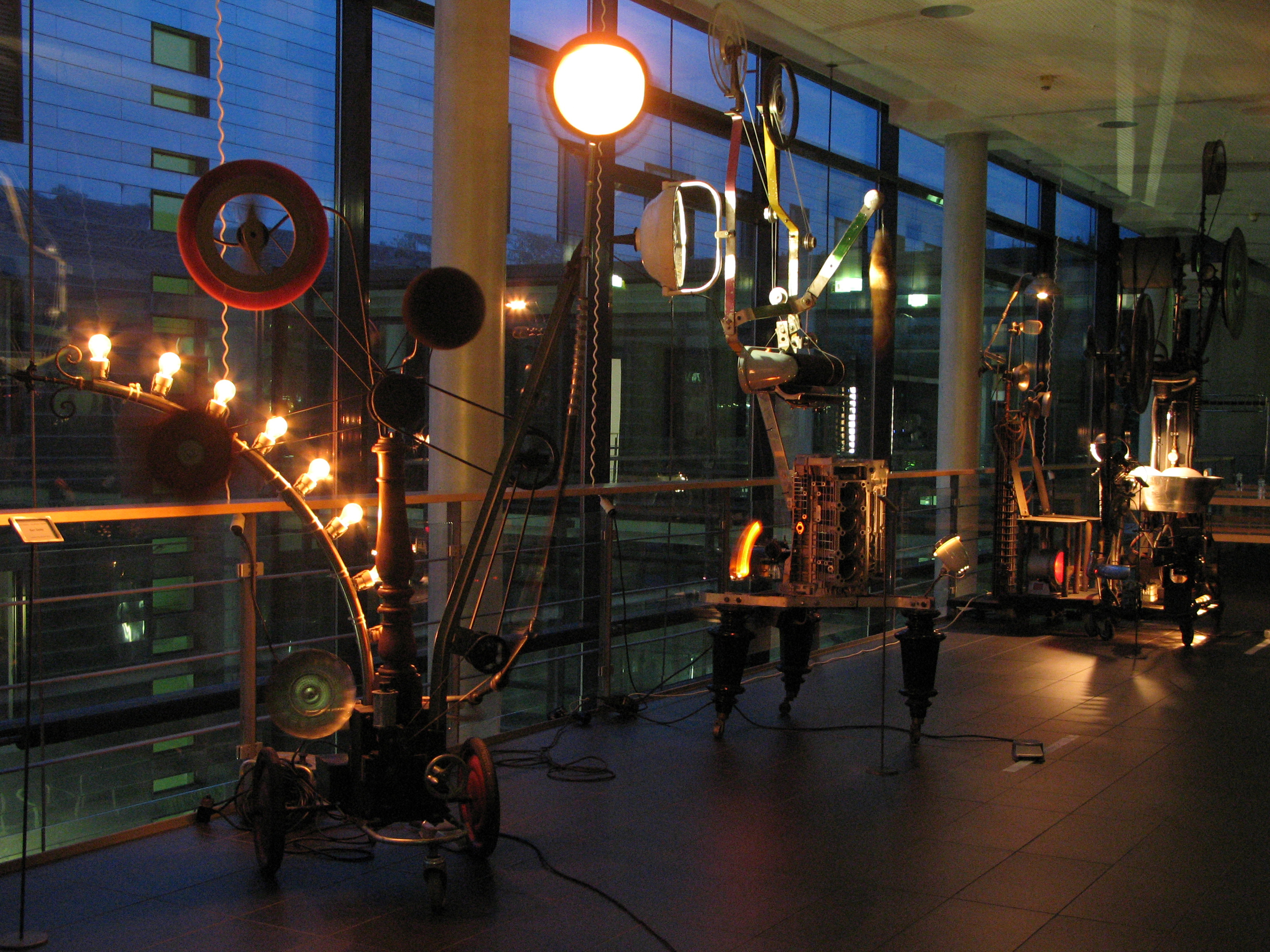
Ausstellung Strukturen – Visuelle Reize und Signale
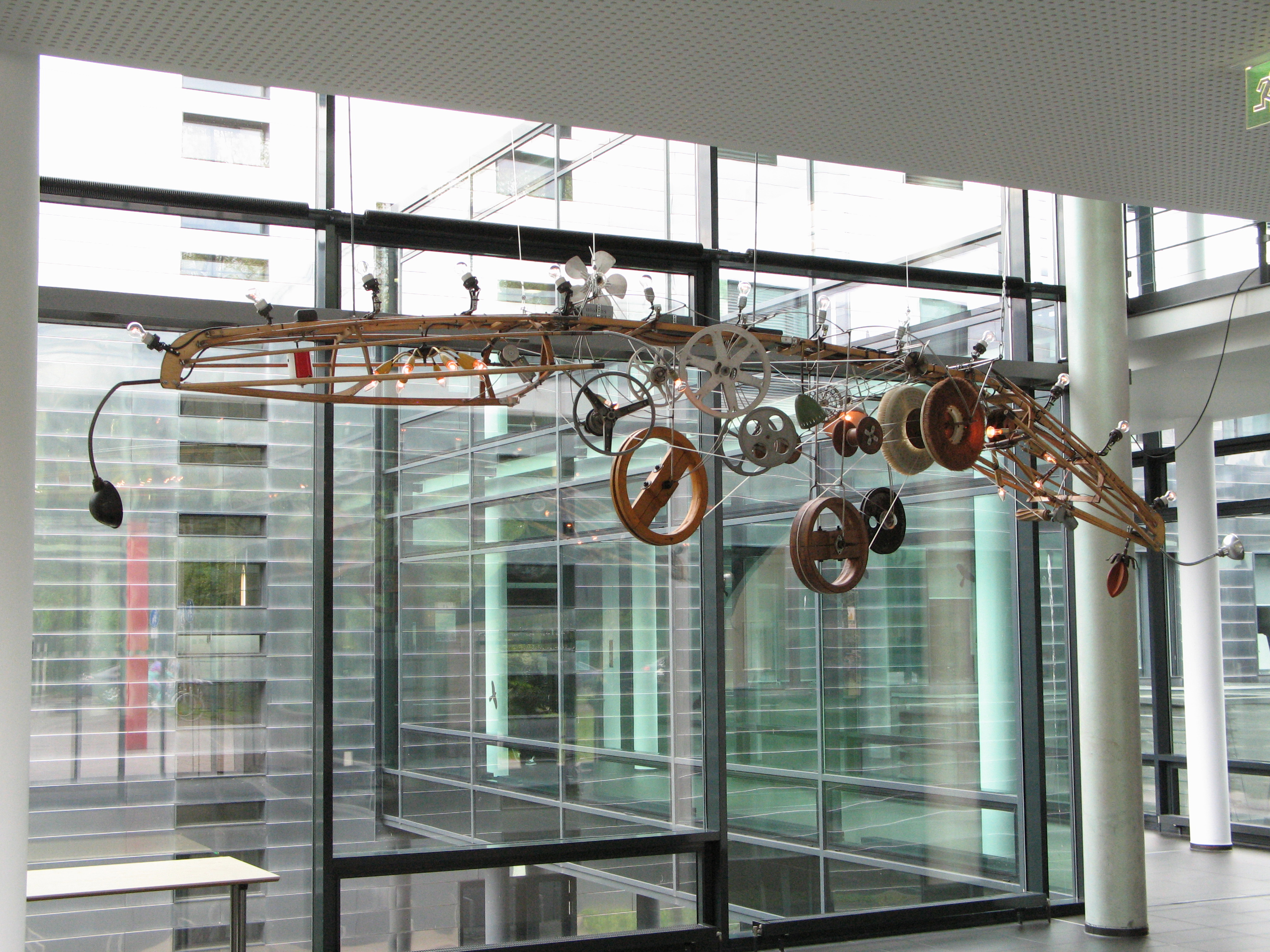
gerak-gerik
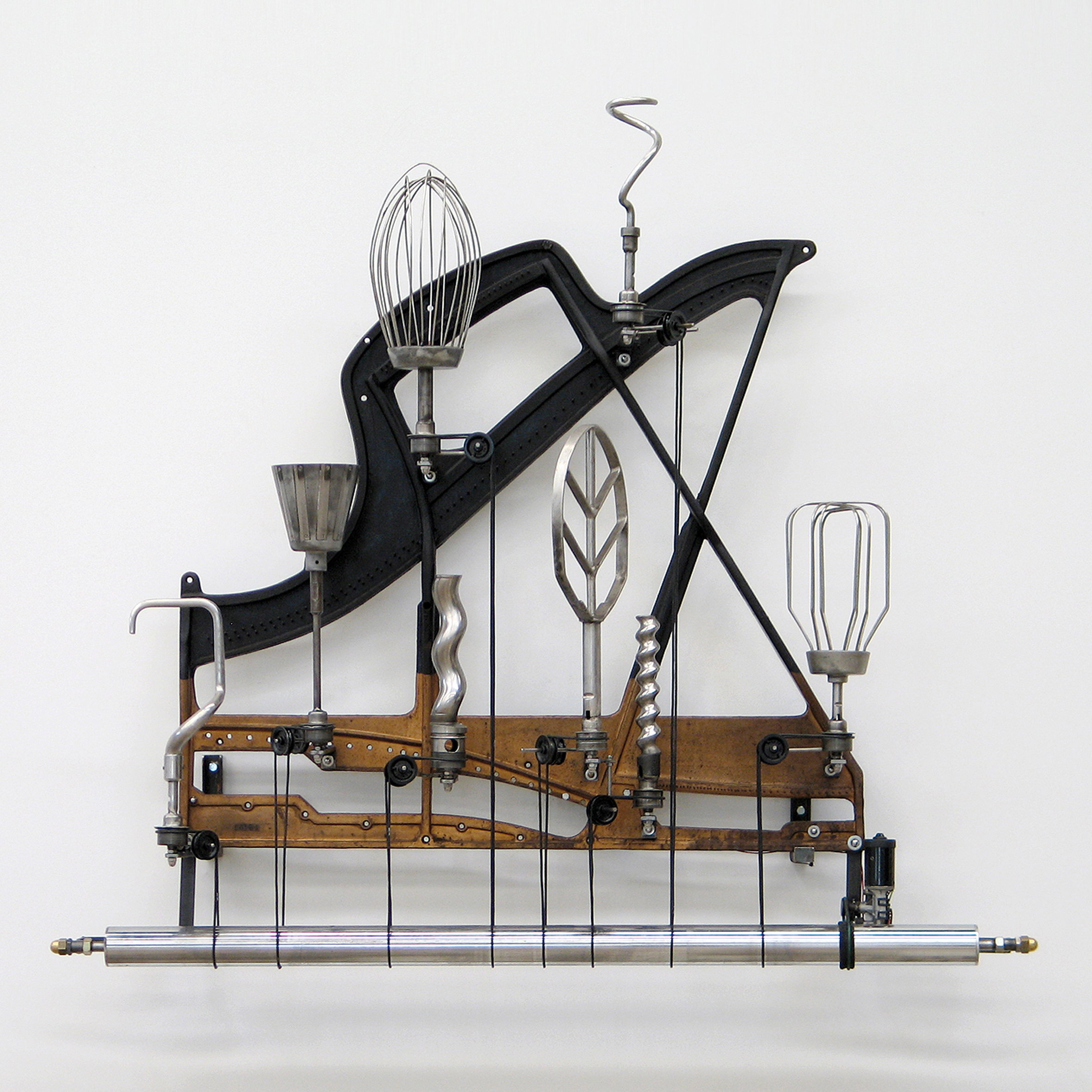
The piano is still baking
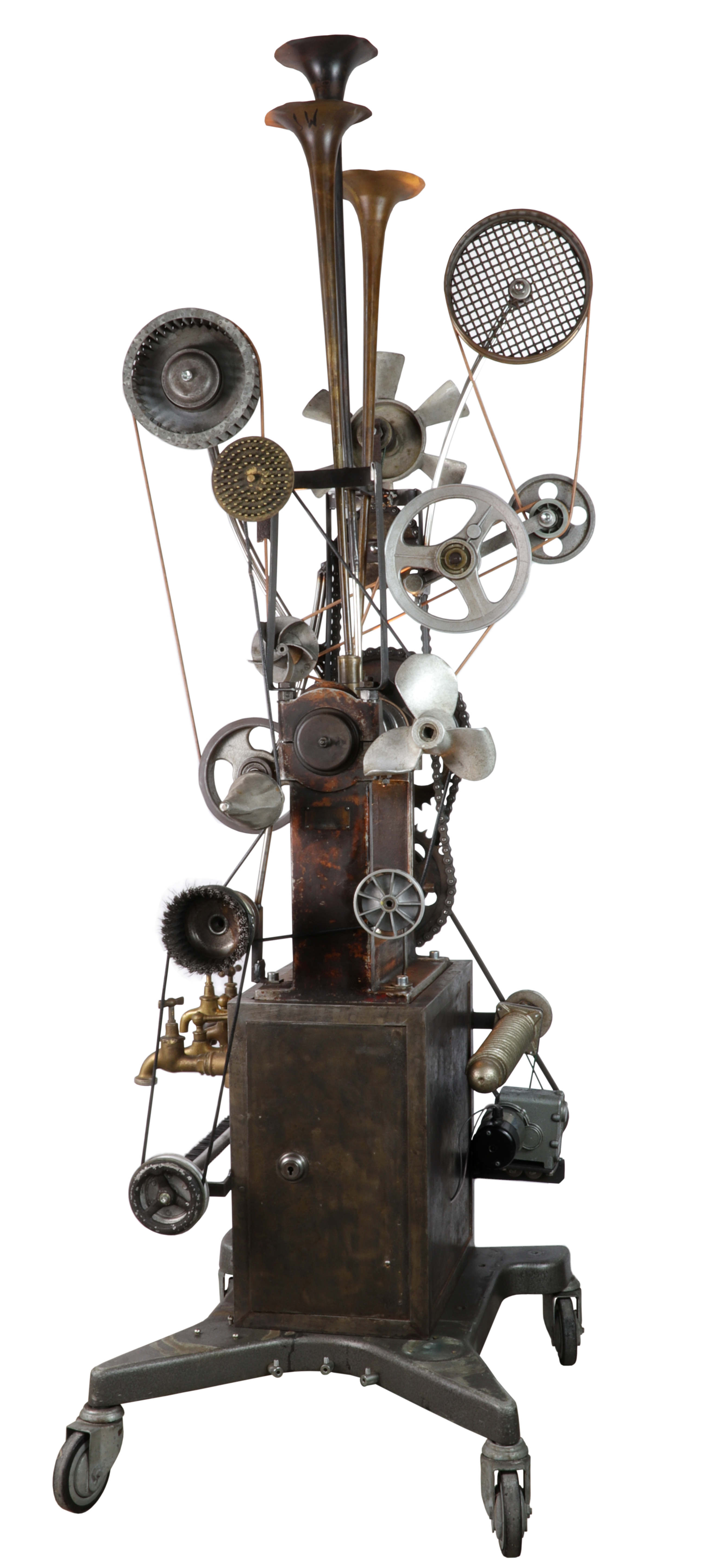
Kunstmaschine Cha Di Lu Ba aus dem Jahr 2018

Blowin' in the wind ist eine Kunstmaschine/kinetische Installation von Willi Reiche. Hier als animiertes Gif zur Verdeutlichung der zahlreichen Bewegungsabläufe in dieser kinetischen Kunst.

## Kunst am Bau
- 2013: interaktive Kunstmaschine (S)Low Tech im Foyer der High-Tech Gründerfonds Management GmbH, Bonn

## Kunst im öffentlichen Raum

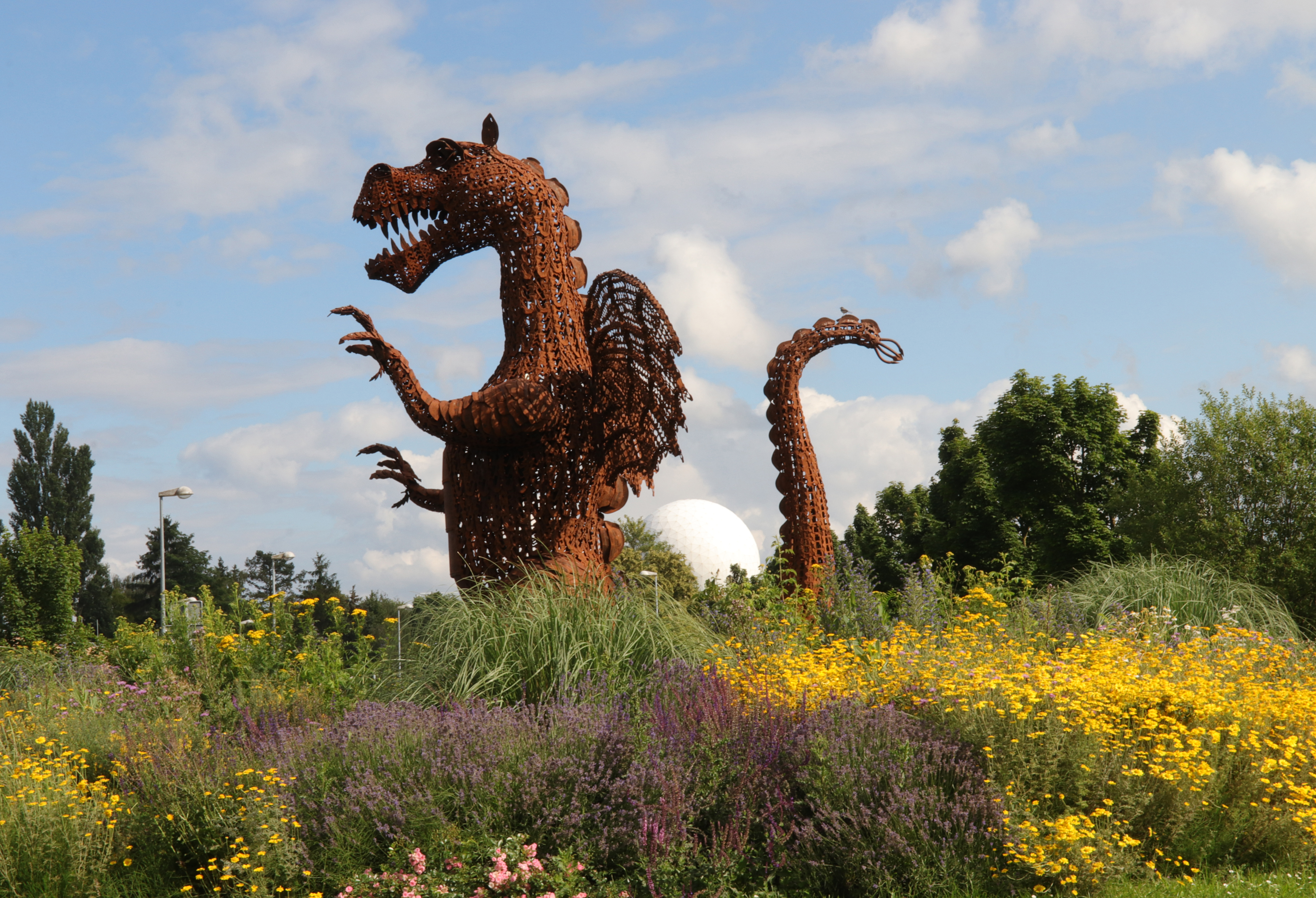
Der Drache wurde im Rahmen eines vom Förderverein für Kunst und Kultur in Wachtberg e.V. initiierten Schulprojektes 2019 erstellt, geistiger Schöpfer und Urheber dieser Drachenfigur ist Willi Reiche, Godart von Wachtberg

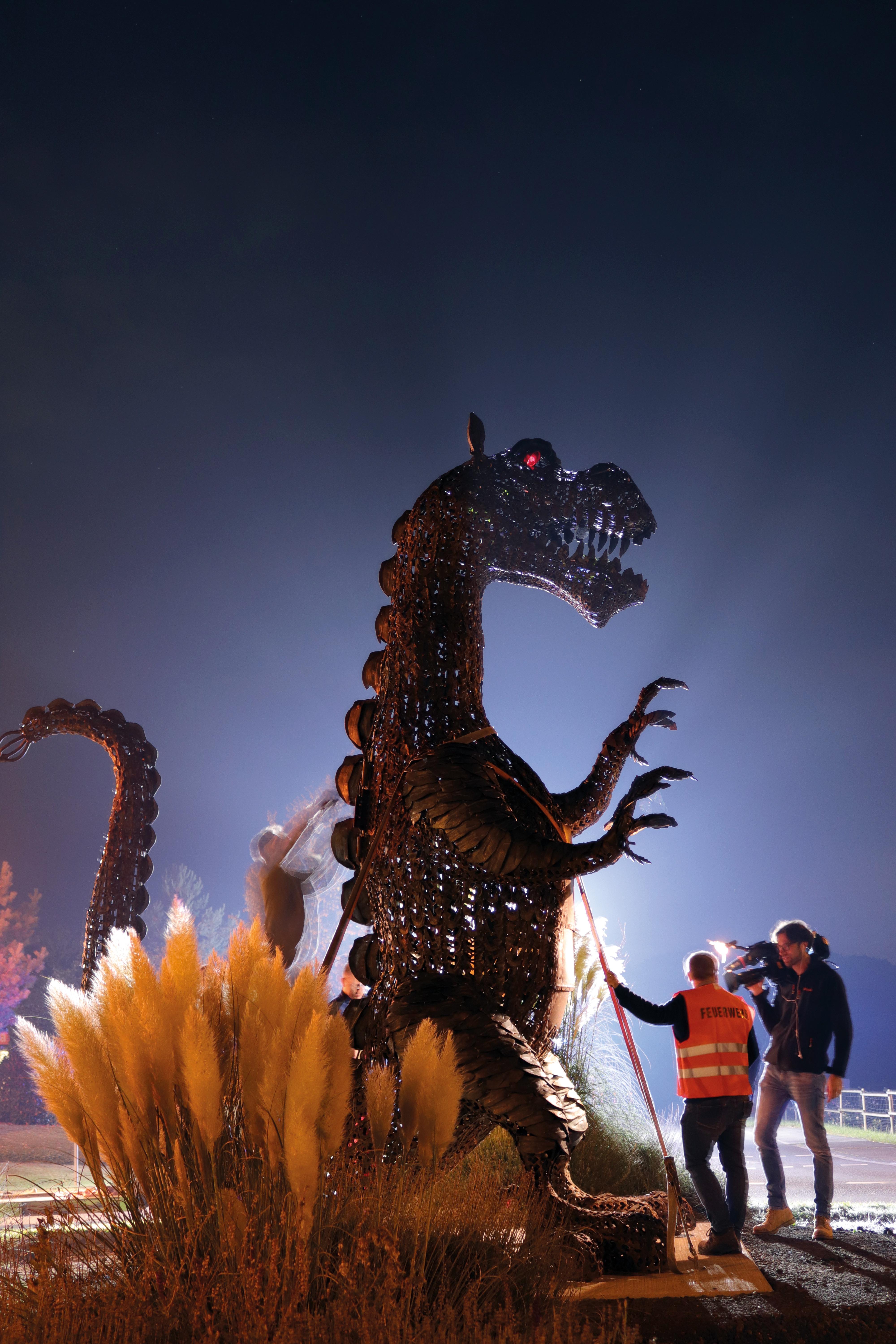
Wachtberger Drache

- 2019: Eiserne Drachenskulptur Wachtberger Drache als Kunst im Kreisverkehr in Wachtberg. Das Urheberrecht liegt beim Kinetikkünstler Willi Reiche, da er das Kunstwerk als „persönliche geistige Schöpfung“ maßgeblich erschaffen hat.